# Comarca de Puente la Reina
Comarca de Puente la Reina (en basc, Izarbeibarra) és una comarca de Navarra dins la merindad de Pamplona, a la zona castellanoparlant, formada pels municipis al voltant de Puente la Reina (en basc, Gares). Limita al nord amb la Cuenca de Pamplona, a l'est amb la comarca de Tafalla i a l'oest amb Estella Oriental, i està formada pels municipis d'Artazu, Legarda, Uterga, Adiós, Ukar, Biurrun-Olkotz, Tirapu, Añorbe, Eneritz, Guirguillano, Muruzabal, Mañeru, Obanos i Gares.